# Seznam medailistů na mistrovství Evropy v rychlobruslení – víceboj
Mistrovství Evropy v rychlobruslení vzniklo v roce 1893. Až do roku 2016 se závodilo pouze v klasickém víceboji, od roku 2017 byl na program šampionátu přidán sprinterský víceboj. Od toho roku se rovněž typ šampionátu střídá: v lichých letech se závodí ve víceboji, v sudých letech, počínaje rokem 2018, na jednotlivých tratích.

## Medailisté

### Klasický víceboj
| Rok  | Místo     | Zlato         | Stříbro       | Bronz          |
| ---- | --------- | ------------- | ------------- | -------------- |
| 1891 | Hamburk   | neuděleno     | neuděleno     | neuděleno      |
| 1892 | Vídeň     | neuděleno     | neuděleno     | neuděleno      |
| 1946 | Trondheim | Göthe Hedlund | Aage Johansen | Nikolaj Petrov |

V letech 1936–1948 se mistrovství Evropy mohli zúčastnit i neevropští závodníci, kteří byli členy evropských bruslařských klubů.
| Rok                                                                   | Místo                                                    | Zlato                                                    | Stříbro                                                  | Bronz                                                    |
| --------------------------------------------------------------------- | -------------------------------------------------------- | -------------------------------------------------------- | -------------------------------------------------------- | -------------------------------------------------------- |
| 1893                                                                  | Berlín                                                   | Rudolf Ericson                                           | neuděleno                                                | neuděleno                                                |
| 1894                                                                  | Hamar                                                    | neuděleno                                                | neuděleno                                                | neuděleno                                                |
| 1895                                                                  | Budapešť                                                 | Alfred Næss                                              | neuděleno                                                | neuděleno                                                |
| 1896                                                                  | Hamburk                                                  | Julius Seyler                                            | neuděleno                                                | neuděleno                                                |
| 1897                                                                  | Amsterdam                                                | Julius Seyler                                            | neuděleno                                                | neuděleno                                                |
| 1898                                                                  | Helsinky                                                 | Gustaf Estlander                                         | neuděleno                                                | neuděleno                                                |
| 1899                                                                  | Davos                                                    | Peder Østlund                                            | neuděleno                                                | neuděleno                                                |
| 1900                                                                  | Csorbató                                                 | Peder Østlund                                            | neuděleno                                                | neuděleno                                                |
| 1901                                                                  | Trondhjem                                                | Rudolf Gundersen                                         | neuděleno                                                | neuděleno                                                |
| 1902                                                                  | Davos                                                    | Johan Schwartz                                           | neuděleno                                                | neuděleno                                                |
| 1903                                                                  | Kristiania                                               | neuděleno                                                | neuděleno                                                | neuděleno                                                |
| 1904                                                                  | Davos                                                    | Rudolf Gundersen                                         | neuděleno                                                | neuděleno                                                |
| 1905                                                                  | Stockholm                                                | neuděleno                                                | neuděleno                                                | neuděleno                                                |
| 1906                                                                  | Davos                                                    | Rudolf Gundersen                                         | neuděleno                                                | neuděleno                                                |
| 1907                                                                  | Davos                                                    | Moje Öholm                                               | neuděleno                                                | neuděleno                                                |
| 1908                                                                  | Klagenfurt                                               | Moje Öholm                                               | Oscar Mathisen                                           | Thomas Bohrer                                            |
| 1909                                                                  | Budapešť                                                 | Oscar Mathisen                                           | Thomas Bohrer                                            | Moje Öholm                                               |
| 1910                                                                  | Viipuri                                                  | Nikolaj Strunnikov                                       | Magnus Johansen                                          | Oscar Mathisen                                           |
| 1911                                                                  | Hamar                                                    | Nikolaj Strunnikov                                       | Thomas Bohrer                                            | Otto Andersson                                           |
| 1912                                                                  | Stockholm                                                | Oscar Mathisen                                           | Gunnar Strömstén                                         | Martin Sæterhaug                                         |
| 1913                                                                  | Petrohrad                                                | Vasilij Ippolitov                                        | Oscar Mathisen                                           | Nikita Najďonov                                          |
| 1914                                                                  | Berlín                                                   | Oscar Mathisen                                           | Vasilij Ippolitov                                        | Bjarne Frang                                             |
| 1915                                                                  | Mistrovství Evropy se nekonalo kvůli první světové válce | Mistrovství Evropy se nekonalo kvůli první světové válce | Mistrovství Evropy se nekonalo kvůli první světové válce | Mistrovství Evropy se nekonalo kvůli první světové válce |
| 1916                                                                  | Mistrovství Evropy se nekonalo kvůli první světové válce | Mistrovství Evropy se nekonalo kvůli první světové válce | Mistrovství Evropy se nekonalo kvůli první světové válce | Mistrovství Evropy se nekonalo kvůli první světové válce |
| 1917                                                                  | Mistrovství Evropy se nekonalo kvůli první světové válce | Mistrovství Evropy se nekonalo kvůli první světové válce | Mistrovství Evropy se nekonalo kvůli první světové válce | Mistrovství Evropy se nekonalo kvůli první světové válce |
| 1918                                                                  | Mistrovství Evropy se nekonalo kvůli první světové válce | Mistrovství Evropy se nekonalo kvůli první světové válce | Mistrovství Evropy se nekonalo kvůli první světové válce | Mistrovství Evropy se nekonalo kvůli první světové válce |
| 1919                                                                  | Mistrovství Evropy se nekonalo kvůli první světové válce | Mistrovství Evropy se nekonalo kvůli první světové válce | Mistrovství Evropy se nekonalo kvůli první světové válce | Mistrovství Evropy se nekonalo kvůli první světové válce |
| 1920                                                                  | Mistrovství Evropy se nekonalo kvůli první světové válce | Mistrovství Evropy se nekonalo kvůli první světové válce | Mistrovství Evropy se nekonalo kvůli první světové válce | Mistrovství Evropy se nekonalo kvůli první světové válce |
| 1921                                                                  | Mistrovství Evropy se nekonalo kvůli první světové válce | Mistrovství Evropy se nekonalo kvůli první světové válce | Mistrovství Evropy se nekonalo kvůli první světové válce | Mistrovství Evropy se nekonalo kvůli první světové válce |
| 1922                                                                  | Helsinky                                                 | Clas Thunberg                                            | Ole Olsen                                                | Asser Wallenius                                          |
| 1923                                                                  | Hamar                                                    | Harald Strøm                                             | Clas Thunberg                                            | Roald Larsen                                             |
| 1924                                                                  | Kristiania                                               | Roald Larsen                                             | Clas Thunberg                                            | Oskar Olsen                                              |
| 1925                                                                  | Svatý Mořic                                              | Otto Polacsek                                            | Roald Larsen                                             | Oskar Olsen                                              |
| 1926                                                                  | Chamonix                                                 | Julius Skutnabb                                          | Otto Polacsek                                            | Uuno Pietilä                                             |
| 1927                                                                  | Stockholm                                                | Bernt Evensen                                            | Clas Thunberg                                            | Ivar Ballangrud                                          |
| 1928                                                                  | Oslo                                                     | Clas Thunberg                                            | Bernt Evensen                                            | Roald Larsen                                             |
| 1929                                                                  | Davos                                                    | Ivar Ballangrud                                          | Clas Thunberg                                            | Roald Larsen                                             |
| 1930                                                                  | Trondheim                                                | Ivar Ballangrud                                          | Michael Staksrud                                         | Thorstein Stenbek                                        |
| 1931                                                                  | Stockholm                                                | Clas Thunberg                                            | Ossi Blomqvist                                           | Dolph van der Scheer                                     |
| 1932                                                                  | Davos                                                    | Clas Thunberg                                            | Ossi Blomqvist                                           | Rudolf Riedl                                             |
| 1933                                                                  | Viipuri                                                  | Ivar Ballangrud                                          | Birger Wasenius                                          | Kalle Paananen                                           |
| 1934                                                                  | Hamar                                                    | Michael Staksrud                                         | Max Stiepl                                               | Karl Wazulek                                             |
| 1935                                                                  | Helsinky                                                 | Karl Wazulek                                             | Bernt Evensen                                            | Birger Wasenius                                          |
| 1936                                                                  | Oslo                                                     | Ivar Ballangrud                                          | Charles Mathiesen                                        | Harry Haraldsen                                          |
| 1937                                                                  | Davos                                                    | Michael Staksrud                                         | Hans Engnestangen                                        | Birger Wasenius                                          |
| 1938                                                                  | Oslo                                                     | Charles Mathiesen                                        | Harry Haraldsen                                          | Ivar Ballangrud                                          |
| 1939                                                                  | Riga                                                     | Alfons Bērziņš                                           | Charles Mathiesen                                        | Aage Johansen                                            |
| 1940                                                                  | Mistrovství Evropy se nekonalo kvůli druhé světové válce | Mistrovství Evropy se nekonalo kvůli druhé světové válce | Mistrovství Evropy se nekonalo kvůli druhé světové válce | Mistrovství Evropy se nekonalo kvůli druhé světové válce |
| 1941                                                                  | Mistrovství Evropy se nekonalo kvůli druhé světové válce | Mistrovství Evropy se nekonalo kvůli druhé světové válce | Mistrovství Evropy se nekonalo kvůli druhé světové válce | Mistrovství Evropy se nekonalo kvůli druhé světové válce |
| 1942                                                                  | Mistrovství Evropy se nekonalo kvůli druhé světové válce | Mistrovství Evropy se nekonalo kvůli druhé světové válce | Mistrovství Evropy se nekonalo kvůli druhé světové válce | Mistrovství Evropy se nekonalo kvůli druhé světové válce |
| 1943                                                                  | Mistrovství Evropy se nekonalo kvůli druhé světové válce | Mistrovství Evropy se nekonalo kvůli druhé světové válce | Mistrovství Evropy se nekonalo kvůli druhé světové válce | Mistrovství Evropy se nekonalo kvůli druhé světové válce |
| 1944                                                                  | Mistrovství Evropy se nekonalo kvůli druhé světové válce | Mistrovství Evropy se nekonalo kvůli druhé světové válce | Mistrovství Evropy se nekonalo kvůli druhé světové válce | Mistrovství Evropy se nekonalo kvůli druhé světové válce |
| 1945                                                                  | Mistrovství Evropy se nekonalo kvůli druhé světové válce | Mistrovství Evropy se nekonalo kvůli druhé světové válce | Mistrovství Evropy se nekonalo kvůli druhé světové válce | Mistrovství Evropy se nekonalo kvůli druhé světové válce |
| 1946                                                                  | Mistrovství Evropy se nekonalo kvůli druhé světové válce | Mistrovství Evropy se nekonalo kvůli druhé světové válce | Mistrovství Evropy se nekonalo kvůli druhé světové válce | Mistrovství Evropy se nekonalo kvůli druhé světové válce |
| 1947                                                                  | Stockholm                                                | Åke Seyffarth                                            | Göthe Hedlund                                            | Sverre Farstad                                           |
| 1948                                                                  | Hamar                                                    | Reidar Liaklev                                           | Göthe Hedlund                                            | Odd Lundberg                                             |
| 1949                                                                  | Davos                                                    | Sverre Farstad                                           | Hjalmar Andersen                                         | Kornél Pajor                                             |
| 1950                                                                  | Helsinky                                                 | Hjalmar Andersen                                         | Reidar Liaklev                                           | Sverre Haugli                                            |
| 1951                                                                  | Oslo                                                     | Hjalmar Andersen                                         | Wim van der Voort                                        | Henry Wahl                                               |
| 1952                                                                  | Östersund                                                | Hjalmar Andersen                                         | Kees Broekman                                            | Kornél Pajor                                             |
| 1953                                                                  | Hamar                                                    | Kees Broekman                                            | Wim van der Voort                                        | Ivar Martinsen                                           |
| 1954                                                                  | Davos                                                    | Boris Šilkov                                             | Hjalmar Andersen                                         | Sigvard Ericsson                                         |
| 1955                                                                  | Falun                                                    | Sigvard Ericsson                                         | Oleg Gončarenko                                          | Dmitrij Sakuněnko                                        |
| 1956                                                                  | Helsinky                                                 | Jevgenij Grišin                                          | Knut Johannesen                                          | Sigvard Ericsson                                         |
| 1957                                                                  | Oslo                                                     | Oleg Gončarenko                                          | Knut Johannesen                                          | Roald Aas                                                |
| 1958                                                                  | Eskilstuna                                               | Oleg Gončarenko                                          | Vladimir Šilykovskij                                     | Knut Johannesen                                          |
| 1959                                                                  | Göteborg                                                 | Knut Johannesen                                          | Juhani Järvinen                                          | Toivo Salonen                                            |
| 1960                                                                  | Oslo                                                     | Knut Johannesen                                          | Boris Stenin                                             | Roald Aas                                                |
| 1961                                                                  | Helsinky                                                 | Viktor Kosičkin                                          | Henk van der Grift                                       | André Kouprianoff                                        |
| 1962                                                                  | Oslo                                                     | Robert Merkulov                                          | André Kouprianoff                                        | Boris Stenin                                             |
| 1963                                                                  | Göteborg                                                 | Nils Aaness                                              | Knut Johannesen                                          | Per Ivar Moe                                             |
| 1964                                                                  | Oslo                                                     | Ants Antson                                              | Jurij Jumašev                                            | Per Ivar Moe                                             |
| 1965                                                                  | Göteborg                                                 | Eduard Matusevič                                         | Per Ivar Moe                                             | Viktor Kosičkin                                          |
| 1966                                                                  | Deventer                                                 | Ard Schenk                                               | Kees Verkerk                                             | Valerij Kaplan                                           |
| 1967                                                                  | Lahti                                                    | Kees Verkerk                                             | Valerij Kaplan                                           | Eduard Matusevič                                         |
| 1968                                                                  | Oslo                                                     | Fred Anton Maier                                         | Eduard Matusevič                                         | Magne Thomassen                                          |
| 1969                                                                  | Inzell                                                   | Dag Fornæss                                              | Kees Verkerk                                             | Göran Claeson                                            |
| 1970                                                                  | Innsbruck                                                | Ard Schenk                                               | Dag Fornæss                                              | Göran Claeson                                            |
| 1971                                                                  | Heerenveen                                               | Dag Fornæss                                              | Ard Schenk                                               | Kees Verkerk                                             |
| 1972                                                                  | Davos                                                    | Ard Schenk                                               | Roar Grønvold                                            | Jan Bols                                                 |
| 1973                                                                  | Grenoble                                                 | Göran Claeson                                            | Hans van Helden                                          | Harm Kuipers                                             |
| 1974                                                                  | Eskilstuna                                               | Göran Claeson                                            | Amund Sjøbrend                                           | Hans van Helden                                          |
| 1975                                                                  | Heerenveen                                               | Sten Stensen                                             | Harm Kuipers                                             | Piet Kleine                                              |
| 1976                                                                  | Oslo                                                     | Kay Stenshjemmet                                         | Sten Stensen                                             | Jan Egil Storholt                                        |
| 1977                                                                  | Larvik                                                   | Jan Egil Storholt                                        | Kay Stenshjemmet                                         | Amund Sjøbrend                                           |
| 1978                                                                  | Oslo                                                     | Sergej Marčuk                                            | Sten Stensen                                             | Jan Egil Storholt                                        |
| 1979                                                                  | Deventer                                                 | Jan Egil Storholt                                        | Kay Stenshjemmet                                         | Sergej Marčuk                                            |
| 1980                                                                  | Trondheim                                                | Kay Stenshjemmet                                         | Jan Egil Storholt                                        | Tom Erik Oxholm                                          |
| 1981                                                                  | Deventer                                                 | Amund Sjøbrend                                           | Hilbert van der Duim                                     | Kay Stenshjemmet                                         |
| 1982                                                                  | Oslo                                                     | Tomas Gustafson                                          | Rolf Falk-Larssen                                        | Hilbert van der Duim                                     |
| 1983                                                                  | Haag                                                     | Hilbert van der Duim                                     | Yep Kramer                                               | Bjørn Arne Nyland                                        |
| 1984                                                                  | Larvik                                                   | Hilbert van der Duim                                     | Rolf Falk-Larssen                                        | Frits Schalij                                            |
| 1985                                                                  | Eskilstuna                                               | Hein Vergeer                                             | Frits Schalij                                            | Oleg Božjev                                              |
| 1986                                                                  | Oslo                                                     | Hein Vergeer                                             | Alexandr Mozin                                           | Tomas Gustafson                                          |
| 1987                                                                  | Trondheim                                                | Nikolaj Guljajev                                         | Michael Hadschieff                                       | Hein Vergeer                                             |
| 1988                                                                  | Haag                                                     | Tomas Gustafson                                          | Leo Visser                                               | Gerard Kemkers                                           |
| 1989                                                                  | Göteborg                                                 | Leo Visser                                               | Gerard Kemkers                                           | Geir Karlstad                                            |
| 1990                                                                  | Heerenveen                                               | Bart Veldkamp                                            | Tomas Gustafson                                          | Leo Visser                                               |
| 1991                                                                  | Sarajevo                                                 | Johann Olav Koss                                         | Leo Visser                                               | Bart Veldkamp                                            |
| 1992                                                                  | Heerenveen                                               | Falko Zandstra                                           | Johann Olav Koss                                         | Rintje Ritsma                                            |
| 1993                                                                  | Heerenveen                                               | Falko Zandstra                                           | Johann Olav Koss                                         | Rintje Ritsma                                            |
| 1994                                                                  | Hamar                                                    | Rintje Ritsma                                            | Johann Olav Koss                                         | Falko Zandstra                                           |
| 1995                                                                  | Heerenveen                                               | Rintje Ritsma                                            | Falko Zandstra                                           | Roberto Sighel                                           |
| 1996                                                                  | Heerenveen                                               | Rintje Ritsma                                            | Ids Postma                                               | Martin Hersman                                           |
| 1997                                                                  | Heerenveen                                               | Ids Postma                                               | Rintje Ritsma                                            | Falko Zandstra                                           |
| 1998                                                                  | Helsinky                                                 | Rintje Ritsma                                            | Roberto Sighel                                           | Vadim Sajutin                                            |
| 1999                                                                  | Heerenveen                                               | Rintje Ritsma                                            | Roberto Sighel                                           | Dmitrij Šepel                                            |
| 2000                                                                  | Hamar                                                    | Rintje Ritsma                                            | Eskil Ervik                                              | Ids Postma                                               |
| 2001                                                                  | Baselga di Piné                                          | Dmitrij Šepel                                            | Bart Veldkamp                                            | Ids Postma                                               |
| 2002                                                                  | Erfurt                                                   | Jochem Uytdehaage                                        | Carl Verheijen                                           | Dmitrij Šepel                                            |
| 2003                                                                  | Heerenveen                                               | Gianni Romme                                             | Rintje Ritsma                                            | Mark Tuitert                                             |
| 2004                                                                  | Heerenveen                                               | Mark Tuitert                                             | Carl Verheijen                                           | Jochem Uytdehaage                                        |
| 2005                                                                  | Heerenveen                                               | Jochem Uytdehaage                                        | Sven Kramer                                              | Carl Verheijen                                           |
| 2006                                                                  | Hamar                                                    | Enrico Fabris                                            | Eskil Ervik                                              | Håvard Bøkko                                             |
| 2007                                                                  | Klobenstein                                              | Sven Kramer                                              | Enrico Fabris                                            | Carl Verheijen                                           |
| 2008                                                                  | Kolomna                                                  | Sven Kramer                                              | Håvard Bøkko                                             | Enrico Fabris                                            |
| 2009                                                                  | Heerenveen                                               | Sven Kramer                                              | Håvard Bøkko                                             | Wouter olde Heuvel                                       |
| 2010                                                                  | Hamar                                                    | Sven Kramer                                              | Enrico Fabris                                            | Ivan Skobrev                                             |
| 2011                                                                  | Klobenstein                                              | Ivan Skobrev                                             | Jan Blokhuijsen                                          | Koen Verweij                                             |
| 2012                                                                  | Budapešť                                                 | Sven Kramer                                              | Jan Blokhuijsen                                          | Håvard Bøkko                                             |
| 2013                                                                  | Heerenveen                                               | Sven Kramer                                              | Jan Blokhuijsen                                          | Håvard Bøkko                                             |
| 2014                                                                  | Hamar                                                    | Jan Blokhuijsen                                          | Koen Verweij                                             | Håvard Bøkko                                             |
| 2015                                                                  | Čeljabinsk                                               | Sven Kramer                                              | Koen Verweij                                             | Denis Juskov                                             |
| 2016                                                                  | Minsk                                                    | Sven Kramer                                              | Bart Swings                                              | Jan Blokhuijsen                                          |
| Od roku 2017 se Mistrovství Evropy ve víceboji koná v lichých letech. |                                                          |                                                          |                                                          |                                                          |
| 2017                                                                  | Heerenveen                                               | Sven Kramer                                              | Jan Blokhuijsen                                          | Bart Swings                                              |
| 2019                                                                  | Klobenstein                                              | Sven Kramer                                              | Patrick Roest                                            | Sverre Lunde Pedersen                                    |
| 2021                                                                  | Heerenveen                                               | Patrick Roest                                            | Marcel Bosker                                            | Sverre Lunde Pedersen                                    |
| 2023                                                                  | Hamar                                                    |                                                          |                                                          |                                                          |

### Sprinterský víceboj
| Rok  | Místo       | Zlato       | Stříbro                     | Bronz                |
| ---- | ----------- | ----------- | --------------------------- | -------------------- |
| 2017 | Heerenveen  | Kai Verbij  | Kjeld Nuis                  | Nico Ihle            |
| 2019 | Klobenstein | Kai Verbij  | Håvard Holmefjord Lorentzen | Henrik Fagerli Rukke |
| 2021 | Heerenveen  | Thomas Krol | Hein Otterspeer             | Joel Dufter          |
| 2023 | Hamar       |             |                             |                      |

## Medailové pořadí závodníků
Aktualizováno po ME 2021.
V tabulce jsou uvedeny pouze závodníci, kteří získali nejméně 2 zlaté medaile. V tabulce nejsou započítány neoficiální šampionáty z let 1891, 1892 a 1946.
| Pořadí | Jméno                | Zlato | Stříbro | Bronz | Celkem |
| ------ | -------------------- | ----- | ------- | ----- | ------ |
| 1.     | Sven Kramer          | 10    | 1       | 0     | 11     |
| 2.     | Rintje Ritsma        | 6     | 2       | 2     | 10     |
| 3.     | Clas Thunberg        | 4     | 4       | 0     | 8      |
| 4.     | Ivar Ballangrud      | 4     | 0       | 2     | 6      |
| 5.     | Oscar Mathisen       | 3     | 2       | 1     | 6      |
| 6.     | Hjalmar Andersen     | 3     | 2       | 0     | 5      |
| 7.     | Ard Schenk           | 3     | 1       | 0     | 4      |
| 8.     | Rudolf Gundersen     | 3     | 0       | 0     | 3      |
| 9.     | Knut Johannesen      | 2     | 3       | 1     | 6      |
| 10.    | Kay Stenshjemmet     | 2     | 2       | 1     | 5      |
| 11.    | Jan Egil Storholt    | 2     | 1       | 2     | 5      |
| 11.    | Falko Zandstra       | 2     | 1       | 2     | 5      |
| 13.    | Hilbert van der Duim | 2     | 1       | 1     | 4      |
| 13.    | Tomas Gustafson      | 2     | 1       | 1     | 4      |
| 15.    | Dag Fornæss          | 2     | 1       | 0     | 3      |
| 15.    | Oleg Gončarenko      | 2     | 1       | 0     | 3      |
| 17.    | Michael Staksrud     | 2     | 1       | 0     | 3      |
| 18.    | Göran Claeson        | 2     | 0       | 2     | 4      |
| 19.    | Moje Öholm           | 2     | 0       | 1     | 3      |
| 19.    | Hein Vergeer         | 2     | 0       | 1     | 3      |
| 19.    | Jochem Uytdehaage    | 2     | 0       | 1     | 3      |
| 22.    | Peder Østlund        | 2     | 0       | 0     | 2      |
| 22.    | Julius Seyler        | 2     | 0       | 0     | 2      |
| 22.    | Nikolaj Strunnikov   | 2     | 0       | 0     | 2      |

V tabulce jsou uvedeny pouze závodníci, kteří získali nejméně 1 zlatou medaili.
| Pořadí | Jméno       | Zlato | Stříbro | Bronz | Celkem |
| ------ | ----------- | ----- | ------- | ----- | ------ |
| 1.     | Kai Verbij  | 2     | 0       | 0     | 2      |
| 2.     | Thomas Krol | 1     | 0       | 0     | 2      |

## Medailové pořadí zemí
Aktualizováno po ME 2021.
V tabulce nejsou započítány neoficiální šampionáty z let 1891, 1892 a 1946.
| Pořadí | Země          | Zlato | Stříbro | Bronz | Celkem |
| ------ | ------------- | ----- | ------- | ----- | ------ |
| 1.     | Norsko        | 38    | 36      | 37    | 111    |
| 2.     | Nizozemsko    | 35    | 29      | 26    | 90     |
| 3.     | Sovětský svaz | 10    | 7       | 7     | 24     |
| 4.     | Švédsko       | 9     | 3       | 8     | 20     |
| 5.     | Finsko        | 6     | 9       | 6     | 21     |
| 6.     | Rusko         | 5     | 1       | 6     | 12     |
| 7.     | Rakousko      | 2     | 5       | 3     | 10     |
| 8.     | Německo       | 2     | 0       | 0     | 2      |
| 9.     | Itálie        | 1     | 4       | 2     | 7      |
| 10.    | Lotyšsko      | 1     | 0       | 0     | 1      |
| 11.    | Belgie        | 0     | 2       | 0     | 2      |
| 12.    | Francie       | 0     | 1       | 1     | 2      |
| 13.    | Maďarsko      | 0     | 0       | 1     | 1      |
| —      | neuděleno     | 3     | 15      | 15    | 33     |

| Pořadí | Země       | Zlato | Stříbro | Bronz | Celkem |
| ------ | ---------- | ----- | ------- | ----- | ------ |
| 1.     | Nizozemsko | 3     | 2       | 0     | 5      |
| 2.     | Norsko     | 0     | 1       | 1     | 2      |
| 3.     | Německo    | 0     | 0       | 2     | 2      |